# Ponte a Mensola
Ponte a Mensola è una zona di Firenze a nord-est della città. Appartiene amministrativamente al quartiere 2 Campo di Marte.

## Geografia fisica
Situata in zona collinare, si sviluppa principalmente lungo la via Gabriele D'Annunzio, tra il rione di Coverciano e Settignano. In prossimità della parrocchia di San Martino a Mensola è situato il confine comunale con Fiesole, nella zona di Vincigliata. Tale parrocchia afferisce infatti alla diocesi di Fiesole.
Fa parte dell ANPIL Valle del Mensola.
È servita dalla linea urbana nr. 10 delle Autolinee Toscane, comodo collegamento tra Settignano, lo stadio Artemio Franchi ed il centro cittadino.

## Dintorni
Sebbene sia scarsamente abitata ed oramai inglobata alla periferia di Firenze, mantiene ancora alcune caratteristiche da paese, come il circolo con attività teatrali, un'osteria e alcuni servizi. 
Dalla via principale partono alcune strade che si inerpicano sui colli. Su di esse si trovano alcune importanti ville, quali la villa il Cartone, Villa Il Querceto o Villa Strozzi e la villa Viviani, utilizzata spesso per feste e ricevimenti.